# Verlag für Technik und Handwerk neue Medien
Der Verlag für Technik und Handwerk neue Medien ist ein Fachverlag für den Funktionsmodellbau. Die Schwerpunkte des Verlagsprogramms liegen bei den ferngesteuerten Flug-, Schiffs- und Truck-Modellen. Zum Portfolio gehören vier Fachzeitschriften, Sonderhefte, ca. 200 Buchtitel und 2500 Baupläne, Frästeilesätze und Bausätze von Flugmodellen. Die aktuellen Zeitschriften sind auch digital erhältlich.

## Geschichte
Alfred Ledertheil gründete das Unternehmen 1946 in Augsburg als Verlag für Technik und Handwerk, parallel mit der gleichnamigen Zeitschrift (Technik und Handwerk). 1952 ersetzte er diese Zeitschrift durch die Modell-Technik und Sport, der ersten Ausgabe der heutigen Flugmodell und Technik (FMT).
Am 1. April 1956 zog der Verlag nach Baden-Baden um. 1978 verkaufte Alfred Ledertheil sein Verlagshaus an den Egmont-Verlag, der ihn schließlich an die Zeitungsgruppe WAZ (heute Funke Mediengruppe) veräußerte. 2012 ging der Verlag an eine private Investorengruppe und firmierte unter Verlag für Technik und Handwerk neue Medien. Mit einem Festakt konnte der Baden-Badener Traditionsverlag 2016 sein 70-jähriges Jubiläum feiern.
Ende 2018 zog der Verlag um, da das bestehende Verlagsgebäude abgerissen wurde und einem Neubau weichen musste. Der Verlag wird in das neue Bürogebäude auch wieder einziehen. Der Einzug ist für Ende 2020 geplant.

## Themengebiete
Mit der Zeitschrift Flugmodell und Technik (FMT) thematisiert der Verlag seit 1952 den Flugmodellbau. Ende der 1970er Jahre wurde das Angebot um die verschiedenen Themenbereiche im RC-Modellbau erweitert. So kam 1978 mit der auto-modell + technik (amt) das Segment der RC-Cars dazu. Ende der 1980er Jahre übernahm der Verlag die Verantwortung für den Schiffspropeller, der ab 1996 in die Modellwerft integriert wird. Der Verlag für Technik und Handwerk deckte damit ab Anfang der 1990er Jahre alle RC-Bereiche (Flug, Schiff und Auto) ab. Daneben entstand die Zeitschrift Funk, die sich für viele Jahre an die Funkamateure in Deutschland richtete. Mit der weiteren Ausdifferenzierung des Modellbau-Hobbys erschienen neue Sonderhefte, aus einem solchen ging auch die Zeitschrift TruckModell hervor.

## Aktuelle Periodika
- Flugmodell und Technik
- ModellWerft
- TruckModell
- Maschinen im Modellbau